# Limes norrlandicus

Territorio oficial de Norrland
Frontera biológica y florística
Límite sur de los «condados forestales»
Límite sur del hablar norrlandés
Valles del Dalälven
Límite sur de las facies geológicas norrlandesas

El  limes norrlandicus (en sueco: biologiska norrlandsgränsen, lit., 'frontera norte biológica') es una línea que sintetiza la frontera climática, biológica y cultural entre el norte y el sur de Escandinavia, especialmente en Suecia (frontera de la histórica región de Norrland). Este término fue propuesto por el botánico, geólogo y arqueólogo sueco Rutger Sernander (1866-1944), empleando el término latino de limes en analogía con el limes Germanicus. Esta línea va de Noruega a Rusia, pasando por Suecia, Finlandia y Estonia.
La diferencia es más marcada en Suecia, porque además de la transición climática debida a la latitud, esta frontera corresponde al límite entre las llanuras fértiles al sur y las tierras relativamente pobres en el norte, además ubicadas en altitudes medias más altas. De hecho, las llanuras meridionales estaban por debajo del nivel del mar después de la última glaciación y, por lo tanto, fueron fertilizadas por depósitos sedimentarios que la altitudes superiores de Norrland no recibió. Puesto que los vientos están en cierta medida controlados por el terreno, esa mayor altitud hace que la capa de nieve permanezca más tiempo en altitudes más altas.
En Suecia, muchos límites coinciden más o menos con el limes norrlandicus, ya sean límites culturales —como el límite sur de la trashumancia y de los dialectos norlandeses, o el límite norte de las piedras rúnicas y de la urbanización medieval— o límites biológicos —como el límite norte del área del roble común o de las turberas de altitud.
Bajo este último criterio, a veces se agrupan junto con el Norrland los «condados forestales» (skogslänen) de Dalecarlia y Vermelandia que, aunque históricamente pertenecen a Sueonia, conocen en gran parte las condiciones naturales del Norte del país, con los mismos tipos de suelos y la transición entre el bosque templado mixto y la taiga boreal, esta última prevalece más allá del  paralelo 60° N (en Suecia y Finlandia, pero no en la costa oeste de Noruega, donde el clima oceánico permite al bosque caducifolioprosperar mucho más al norte, hasta las proximidades de Trondheim). Sin embargo, el límite no es del todo exacto, ya que varía de una especie a otra.
Una visión popular hace que el valle del Dal (y de los ríos que lo originan, el Västerdalälven y el Österdalälven) sean el inicio del Norrland, aunque no en el sentido literal, ya que la orientación del río es perpendicular a los límites geológicos y biológicos: el Dalälven cruza el limes norrlandicus en parte en ángulo recto. Un viejo refrán dice que «más allá del Dalälven no hay más robles, ni cangrejos ni nobles».